# Rannansaari (ö i Lappland)
Rannansaari är en ö i Finland. Den ligger i Kemi älv och i kommunen Tervola i den ekonomiska regionen  Kemi-Torneå  och landskapet Lappland, i den norra delen av landet, 700 km norr om huvudstaden Helsingfors. Öns area är 12,3 hektar och dess största längd är 0,8 kilometer i sydväst-nordöstlig riktning.